# De Limburger
De Limburger (DL) is een regionaal dagblad in de Nederlandse provincie Limburg. Het is de vierde krant van die naam. Twee andere dateren uit het midden van de negentiende eeuw, een derde uit de jaren 1920. 

## Geschiedenis
Het huidige dagblad De Limburger ontstond in 1971 uit een fusie tussen de bestaande kranten De Nieuwe Limburger (1955-1971) in Maastricht en de Maas- en Roerbode in Roermond (1856-1971). Het hoofdkantoor van de fusiekrant werd gevestigd in het gebouw van De Nieuwe Limburger in de Wolfstraat/Havenstraat in het centrum van Maastricht. In 1993 verhuisde het hoofdkantoor naar een nieuw gebouw (de "zwarte doos") in Randwyck.
Een fusie van De Limburger met het Dagblad voor Noord-Limburg leidde in 1996 tot een nieuwe naam: Dagblad De Limburger. In 2016 werd de naam opnieuw gewijzigd in De Limburger. De krant vormde samen met het Limburgs Dagblad het mediabedrijf Mediahuis Limburg.
De Nederlandse Mededingingsautoriteit (NMa) was in mei 2000 onder voorwaarden akkoord gegaan met een overname van Dagblad De Limburger door De Telegraaf. De belangrijkste voorwaarde was dat Dagblad De Limburger niet mocht fuseren met het Limburgs Dagblad, maar dat de twee dagbladen zelfstandig moesten blijven bestaan. Eind 2005 liet de NMa die eis varen, waarop de directie van MGL aanstuurde op een verdere integratie van beide titels. In 2002 verhuisde het bedrijf van Maastricht naar Sittard.
In 2006 verkocht het Telegraafconcern (TMG) Media Groep Limburg aan de Britse investeringsmaatschappij Mecom. Het Belgisch-Limburgse Concentra nam op 1 oktober 2014 Media Groep Limburg over; sinds 2017 is Mediahuis België - een joint venture van Concentra en Corelio - de officiële eigenaar. Het drukken van de dagbladen is eind maart 2015 van Heerlen overgeplaatst naar het Belgisch-Limburgse Beringen en Janssen Pers in Noord-Limburg.
Sinds september 2014 verzorgden De Limburger en het Limburgs Dagblad in samenwerking met regionale omroep L1 de nieuwswebsite 1Limburg. In januari 2017 stapten de kranten uit 1Limburg, waarna L1 besloot 1Limburg in stand te houden.
Op 29 december 2017 verscheen het Limburgs Dagblad voor het laatst in de regio Parkstad Limburg, de voormalige Oostelijke Mijnstreek. De eigenaar Mediahuis Limburg besloot, onder andere uit marketingtechnisch oogpunt, dat in Limburg nog maar één dagblad wordt uitgegeven onder de naam De Limburger.
In september 2022 verhuisde Mediahuis Limburg van Sittard naar Maastricht, waar het een kantoorpand in Heugemerveld deelt met Rabobank. Een klein deel van de redactie verhuisde naar Venlo.

### Overzicht fusies

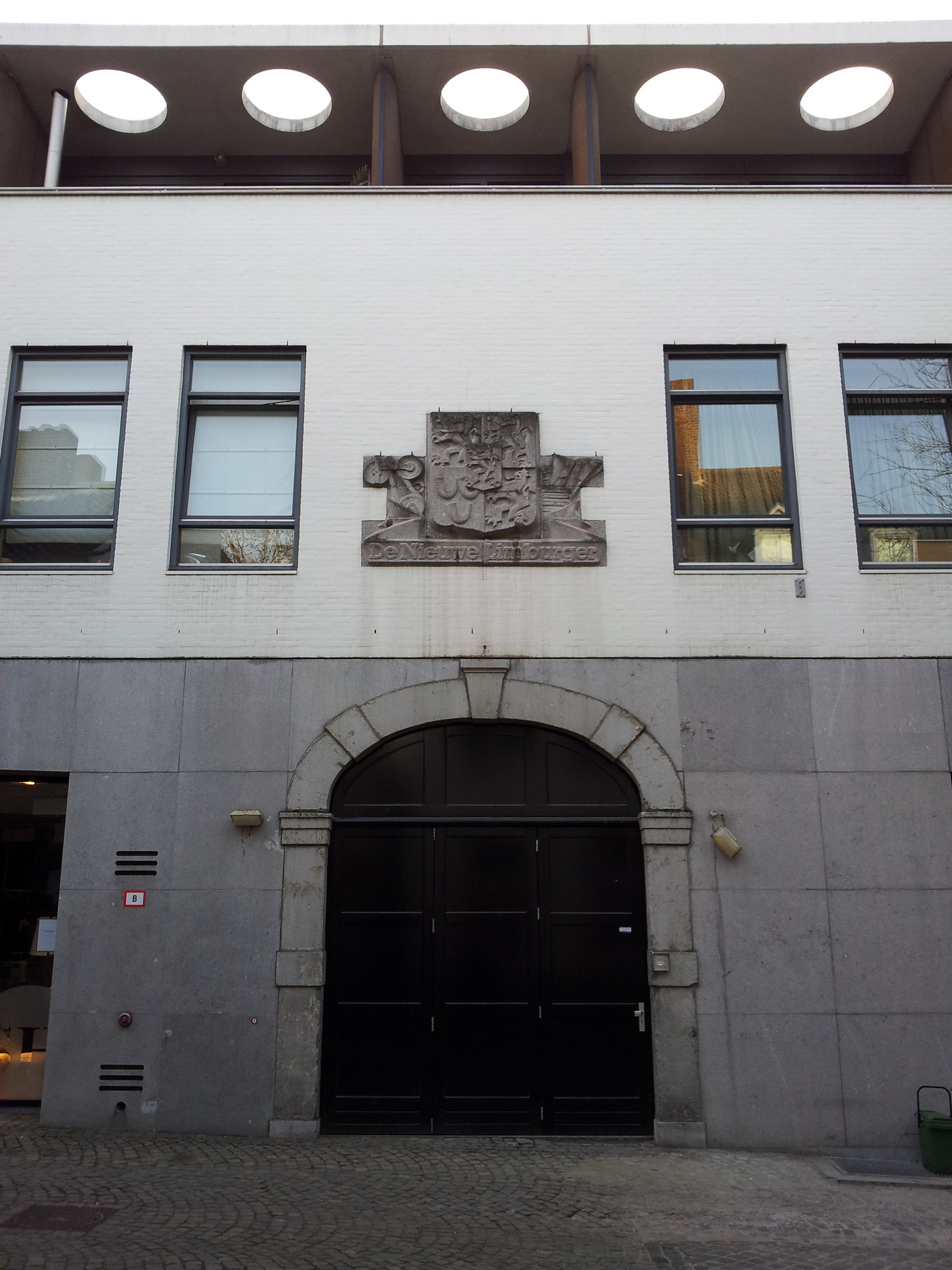
Sterk verbouwd pand van De Limburger en voorlopers (1901-1993) in het centrum van Maastricht

- Dagblad De Limburger (1996, sinds 2016 De Limburger)
  - Dagblad voor Noord-Limburg (18 april 1945 tot 30 december 1995) (Noord-Limburg)
    - Voortzetting van: Nieuwe Venlosche Courant (1908 - 1944) (Venlo)
      - Voorheen: Venloosch nieuwsblad - Venloosche courant
        - Venloosche courant: nieuw weekblad (1869 - 1908)
          - Voortzetting van: Nieuw Venloosch Weekblad

        - Venloosch Nieuwsblad (1898 - 1908)
          - Voortzetting van: Venloosch Weekblad (1863 - 1898)

  - De Limburger: Maas- en Roerbode (1 oktober 1971 - 30 december 1995)
    - Maas- en Roerbode (1945 - 1971) (Midden-Limburg)
      - Voortzetting van: De Nieuwe koerier (1904 - 1944)
        - Maas- en Roerbode (1856 - 1904)
        - Provinciale Limburgse Courant

  - De Limburger, provinciaal nieuwsblad, waarin opgenomen Het Zuiden e.a. (53e jrg.), (1921- ?)
    - De Nieuwe Limburger (1955 - 1971) (Zuid-Limburg)
      - Gazet van Limburg (1945 - 1955)[4]
        - Dagblad Veritas (1944 - 1945)[noot 1]
          - Veritas (1932 - 1941) (Maastricht)[5]
          - Limburger Koerier (1901 - 1944) (Maastricht)[6]
            - Weekblad van Heerlen (1846 - 1901) (Heerlen)[6]

## Oplage
Gemiddeld verspreide oplage van De Limburger en het Limburgs Dagblad tussen 2001 en 2017
Cijfers volgens HOI, Instituut voor Media Auditing